# 傑瑞·奧康內爾
傑瑞·奧康內爾（Jeremiah "Jerry" O'Connell，1974年2月17日—）是美國的一位演員。他最著名的作品是在電視劇《幼虎遊龍》、《旅行者》中飾演Quinn Mallory角色。此外他還在《驚聲尖叫2》中飾演Derek。